# Сельское поселение посёлок Заречный
Се́льское поселе́ние посёлок Заречный — муниципальное образование в Олёкминском районе Якутии Российской Федерации.
Административный центр — село Заречный.

## История
Статус и границы сельского поселения установлены Законом Республики Саха (Якутия) от 30 ноября 2004 года N 173-З N 353-III «Об установлении границ и о наделении статусом городского и сельского поселений муниципальных образований Республики Саха (Якутия)».

## Население
| 2011 | 2012 | 2013 | 2014 | 2015 | 2016 | 2017 |
| ---- | ---- | ---- | ---- | ---- | ---- | ---- |
| 619  | ↘615 | →615 | ↘598 | ↘591 | ↘578 | ↘572 |
| 2018 | 2019 | 2020 | 2021 |      |      |      |
| ↘569 | ↘563 | ↘555 | ↘553 |      |      |      |

## Состав сельского поселения
| № | Населённый пункт | Тип населённого пункта       | Население |
| - | ---------------- | ---------------------------- | --------- |
| 1 | Заречный         | село, административный центр | ↘553      |